# Augustine Kandathil
Augustine Kandathil (Chempu, 25 agosto 1874 – Ernakulam, 10 gennaio 1956) è stato un arcivescovo cattolico indiano, primo e più longevo metropolita a capo della Chiesa cattolica siro-malabarese, la principale Chiesa dei cristiani di San Tommaso in India. Fu il primo indiano ad assumere ed esercitare la carica di arcivescovo nella Chiesa cattolica.

## Biografia
Nacque a Chempu, vicino a Vaikom, nel Regno di Travancore.
Il 21 dicembre 1901 fu ordinato presbitero.

### Ministero episcopale
Nel 1911 fu ordinato vescovo e nominato coadiutore di Aloysius Pazheparambil, e nel 1919 gli successe come vicario apostolico di Ernakulam.
Divenne arcivescovo e capo della Chiesa siro-malabarese il 21 dicembre 1923, quando fu fondata la gerarchia siro-malabarese, e guidò la Chiesa fino alla sua scomparsa.
Partecipò alla canonizzazione di Teresa di Lisieux nel 1925 e visitò e conobbe da vicino le attività della Congregazione dei Fratelli Cristiani durante la sua visita in Irlanda; ciò ispirò l'arcivescovo a fondare la Congregazione di Santa Teresa di Lisieux il 19 marzo 1931. Fu anche il fondatore della Congregazione delle Suore di Nazaret nel 1948.
Morì a Ernakulam, Travancore-Cochin, a 81 anni.

## Genealogia episcopale
La genealogia episcopale è:
- Vescovo Johannes Wolfgang von Bodman
- Vescovo Marquard Rudolf von Rodt
- Vescovo Alessandro Sigismondo di Palatinato-Neuburg
- Vescovo Johann Jakob von Mayr
- Vescovo Giuseppe Ignazio Filippo d'Assia-Darmstadt
- Arcivescovo Clemente Venceslao di Sassonia
- Arcivescovo Massimiliano d'Asburgo-Lorena
- Vescovo Kaspar Max Droste zu Vischering
- Vescovo Joseph Louis Aloise von Hommer
- Vescovo Nicolas-Alexis Ondernard
- Vescovo Jean-Joseph Delplancq
- Cardinale Engelbert Sterckx
- Vescovo Jean-Joseph Faict
- Arcivescovo Paul Goethals, S.I.
- Patriarca Władysław Michał Zaleski
- Arcivescovo Augustine Kandathil